# Король Убю

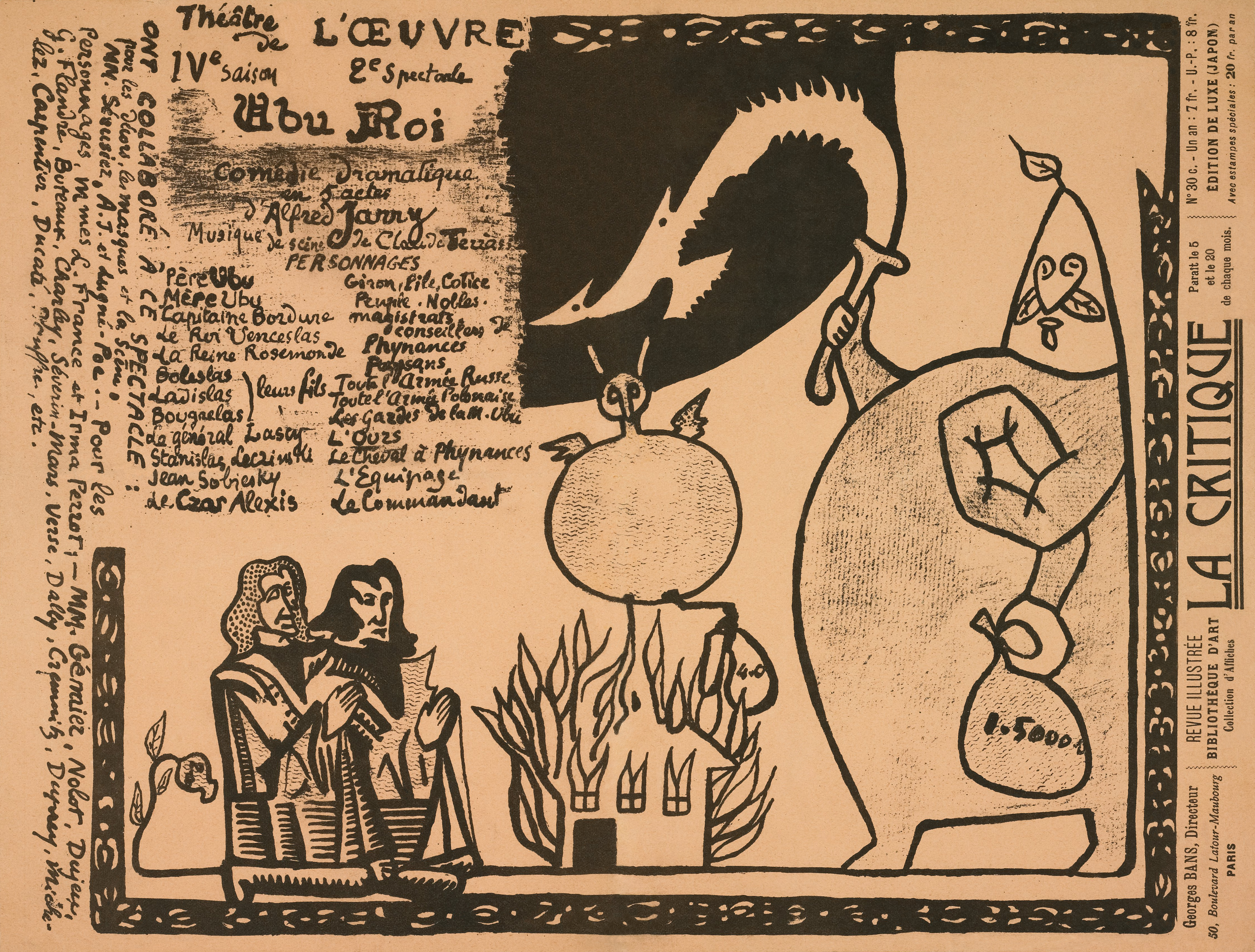
Программа для пьесы Альфреда Жарри Убу Рой

«Король Убю» (фр. Ubu Roi) — пьеса французского писателя Альфреда Жарри. Впервые была исполнен в Париже в 1896 году театром Орельена Люнье-По Театр де л’Жуврв в Театре Нуво (ныне Театр де Пари). Единственное публичное выступление спектакля сбило с толку и оскорбило публику своей неуправляемостью и непристойностью. Она считается дикой, причудливой и комической пьесой, примечательной тем, что ниспровергает культурные правила, нормы и условности. Ученые XX и XXI веков считают, что она открыла дверь для того, что позже стало известно как модернизм в XX веке, и стала предшественником дадаизма, сюрреализма и театра абсурда.